# Hednota impletellus
Hednota impletellus là một loài bướm đêm trong họ Crambidae.